# SAMPA
SAMPA (Speech Assessment Methods Phonetic Alphabet) är ett fonetiskt alfabet som baseras på 7-bitars ASCII-tecken och representerar språks fonetiska uttal enligt IPA-alfabetet. SAMPA utvecklades ursprungligen som ett EG-projekt för att underlätta databearbetning av gemenskapens officiella språk.
SAMPA är inte avsett att ersätta det internationella fonetiska alfabetet som är i bruk inom all språkvetenskaplig litteratur, utan att förenkla språkvetenskaplig databehandling (datorlingvistik). Då SAMPA uppfanns saknade de flesta datorer användbara metoder att skriva IPA-alfabetet, och än idag är användning av IPA i programmeringssammanhang svår.